# 크리슈나파

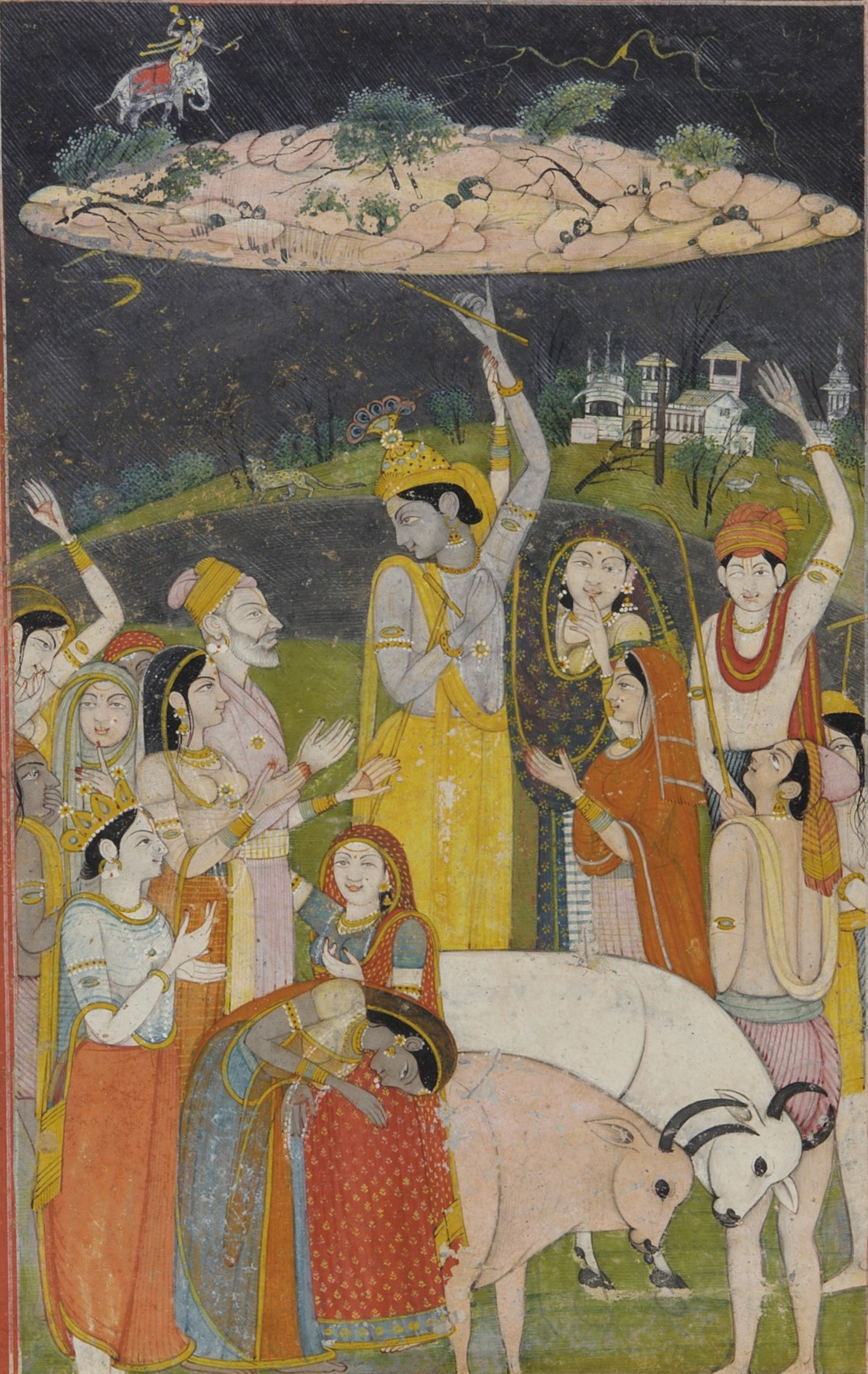

크리슈나파((Krishnaism) 또는 크리슈나교는 힌두교의 주요 종파 중 하나인 비슈누파의 한 분파 또는 그룹이다. 크리슈나파는 라다 크리슈나(Radha Krishna) 또는 크리슈나의 다른 모습들에 대한 헌신과 신앙을 중심으로 하는 분파로, 이 분파는 크리슈나가 비슈누와 동일한 신인 것으로 본다.
크리슈나파는 크리슈나를 신앙하고 숭배한다는 신앙 형태적인 측면에서 크리슈나 숭배(Krishna worship), 크리슈나 신앙(Krishna faith) 또는 크리슈나교(Krishnaism)라고도 불린다.
크리슈나파의 중심 경전은 《바가바드 기타(Bhagavad Gita)》이며, 《바가바드 기타》는 때때로 "크리슈나 신앙의 바이블"이라고도 불린다. 그러나 《바가바드 기타》가 아닌 《바가바타 푸라나(Bhāgavata Purāṇa)》가 "크리슈나 신앙의 바이블"이라고 불리는 경우도 때때로 있다.